# III Premis Barcelona de Cinema
Els III Premis Barcelona de Cinema foren els tercers Premis Barcelona de Cinema, predecessors dels Premis Gaudí, atorgats pel Col·legi de Directors de Cinema de Catalunya. L'entrega es va celebrar el 18 de febrer de 2005 al Gran Teatre del Liceu de Barcelona. Fou emesa parcialment per TV3 en el marc del programa Cinema 3.
La llista de les produccions que se sotmeten a votació ha estat proporcionada per l'Institut Català d'Indústries Culturals (ICIC) el 15 de febrer de 2005 entre un total de 34 pel·lícules estrenades el 2004 seleccionada per un jurat format per professionals del món del cinema que operen a Catalunya. La pel·lícula amb més nominacions i gran triomfadora fou Inconscients de Joaquim Oristrell. Per contra, la gran derrotada va ser Iris de Rosa Vergés.

## Premis i nominats per categoria
| Millor pel·lícula | Millor director |
| --- | --- |
| - Inconscients - El Lobo - Iris - El maquinista | - Joaquim Oristrell per Inconscients - Gracia Querejeta per Héctor - Rosa Vergés per Iris - Felipe Vega per Núvols d'estiu |
| Millor actor | Millor actriu |
| - Juanjo Puigcorbé per Inconscients - Eduardo Noriega per El Lobo - Luis Tosar per Inconscients | - Aitana Sánchez-Gijón per El maquinista - Leonor Watling per Inconscients - Ana Torrent per Iris                          |
| Millor muntatge | Millor fotografia |
| - Luis de la Madrid per El maquinista - Carmen Frías per Las voces de la noche - David Gallart per Romasanta | - Xavi Giménez per El maquinista - Julián Elizalde per Cambra obscura - Jaume Peracaula per Inconscients                   |
| Millor pel·lícula documental | Millor director novell |
| - De nens de Joaquim Jordà - Salvador Allende de Patricio Guzmán - 200 km. de Tània Balló, Núria Campadabal, Ricard Carbonell, Oscar Martinez Chamorro, Roger Comella, Aymar del Amo, Nora B. González, Marco Iglesias, David Linares, Elisa Martínez | - Pau Freixas per Cambra obscura - Gracia Querejeta per Héctor - David Carreras Solé per Hipnos - Paco Plaza per Romasanta |
| Millor guió | Millor música |
| - Joaquín Oristrell, Teresa de Pelegrí Dominic Harari per Inconscients - Pau Freixas i Héctor Claramunt per Cambra obscura - Jorge Sánchez-Cabezudo per La noche de los girasoles - Rosa Vergés i Jordi Barrachina per Iris                           | - Eduardo Polonio per The Tulse Luper Suitcases - Francesc Gener per El Lobo - Sergio Moure per Inconscients               |
| Millor pel·lícula d'animació | Premi Carles Duran de la crítica                                                                                           |
| Pinotxo 3000 | - Joaquim Romaguera i Ramió pel Diccionari del cinema català                                                               |